# Morti nel 1572
| Questa pagina contiene informazioni ricavate automaticamente dalle voci biografiche con l'ausilio del template Bio e di un bot. L'aggiornamento è periodico e automatico e ricostruisce completamente la pagina. Se manca una persona in questa lista, sei pregato di non aggiungerla, ma accertati piuttosto che la sua voce biografica contenga il template Bio e che i dati anagrafici siano correttamente compilati. Se il template Bio manca, inseriscilo tu stesso o, in alternativa, metti l'avviso {{tmp\|Bio}} che ne segnala la mancanza. Se i dati riportati sono sbagliati, correggi direttamente la voce biografica; le modifiche saranno visibili in questa lista entro pochi giorni. Per chiarimenti vedi il progetto biografie. La lista contiene solo le 103 persone che sono citate nell'enciclopedia e per le quali è stato implementato correttamente il template Bio. Pagina aggiornata al 18 ago 2025. |

## Gennaio(1)
- 27 gennaio - Pietro del Monte, nobile italiano

## Febbraio(6)
- 8 febbraio - Francesco Pisani, arcivescovo cattolico italiano
- 23 febbraio - Pierre Certon, musicista francese
- 23 febbraio - Giovambattista Ricasoli, vescovo cattolico e diplomatico italiano (n. 1504)
- 28 febbraio - Caterina d'Austria, nobile (n. 1533)
- 28 febbraio - Udai Singh II, indiano (n. 1522)
- 28 febbraio - Aegidius Tschudi, storico, cartografo e politico svizzero (n. 1505)

## Marzo(11)
- 2 marzo - Mem de Sá, esploratore portoghese
- 5 marzo - Giulio Campi, pittore e architetto italiano (n. 1502)
- 7 marzo - Alonso de Montúfar, vescovo cattolico spagnolo (n. 1489)
- 7 marzo - Michele Torelli, vescovo cattolico italiano
- 10 marzo - William Paulet, I marchese di Winchester, politico inglese (n. 1483)
- 13 marzo - Pietro Ettoreo, poeta e umanista croato (n. 1487)
- 17 marzo - Marco Antonio Da Mula, cardinale e diplomatico italiano (n. 1506)
- 17 marzo - Georg Hundt von Weckheim, nobile tedesco (n. 1520)
- 20 marzo - Mary Basset, letterata e traduttrice inglese (n. 1523)
- 22 marzo - Enrico XIV di Reuss-Greiz, nobile tedesco (n. 1506)
- 28 marzo - Jan Woutersz van Cuyck, pittore olandese (n. 1540)

## Aprile(3)
- 4 aprile - Costantino Bonelli, vescovo cattolico sammarinese (n. 1525)
- 16 aprile - Mary Talbot, nobildonna inglese
- 19 aprile - Pieter van Gent, missionario belga (n. 1486)

## Maggio(7)
- 1º maggio - Papa Pio V, papa, vescovo cattolico e santo italiano (n. 1504)
- 5 maggio - Margaret Erskine, britannica
- 9 maggio - Tommaso Marino, banchiere italiano (n. 1475)
- 11 maggio - Moshe Isserles, teologo e religioso polacco (n. 1520)
- 13 maggio - Giovanni Argenterio, medico italiano (n. 1513)
- 27 maggio - Girolamo Maggi, giurista, poeta e ingegnere italiano
- 27 maggio - Ercole Rangoni, condottiero italiano

## Giugno(5)
- 2 giugno - Thomas Howard, IV duca di Norfolk, nobile inglese (n. 1536)
- 9 giugno - Giovanna III di Navarra, regina (n. 1528)
- 11 giugno - Asakura Kagetoshi, militare giapponese (n. 1505)
- 12 giugno - Alessandro Campesano, poeta italiano (n. 1521)
- 29 giugno - Mariano Vittori, umanista, teologo e vescovo cattolico italiano (n. 1485)

## Luglio(6)
- 5 luglio - Longqing, imperatore cinese (n. 1537)
- 7 luglio - Sigismondo II Augusto di Polonia, re polacco (n. 1520)
- 9 luglio - Giovanni da Colonia, presbitero e santo tedesco
- 24 luglio - Girolamo Ferragatta, vescovo cattolico italiano
- 25 luglio - Isaac ben Solomon Luria, rabbino, mistico e teologo ottomano (n. 1534)
- 29 luglio - Antonio Faraone, vescovo cattolico italiano

## Agosto(8)
- 5 agosto - Giulio Cesare Borromeo, nobile e condottiero italiano (n. 1517)
- 20 agosto - Miguel López de Legazpi, condottiero spagnolo
- 22 agosto - Thomas Percy, VII conte di Northumberland, conte britannico (n. 1528)
- 23 agosto - Charles de Quellenec, nobile francese (n. 1548)
- 24 agosto - Gaspard II de Coligny, condottiero e nobile francese (n. 1519)
- 24 agosto - Pietro Ramo, filosofo francese (n. 1515)
- 25 agosto - Pierre de La Place, magistrato, giurista e filosofo francese (n. 1520)
- 31 agosto - Claude Goudimel, compositore, editore e teorico della musica francese (n. 1514)

## Settembre(6)
- 3 settembre - Torquato I Conti, I duca di Poli e Guadagnolo, nobile e militare italiano (n. 1519)
- 5 settembre - Diego de Espinosa, cardinale e vescovo cattolico spagnolo (n. 1513)
- 19 settembre - Barbara d'Austria, nobile austriaca (n. 1539)
- 24 settembre - Túpac Amaru, imperatore inca (n. 1545)
- 29 settembre - Denis Lambin, filologo classico francese
- 30 settembre - Francesco Borgia, gesuita e santo spagnolo (n. 1510)

## Ottobre(6)
- 9 ottobre - Girolamo da Correggio, cardinale e arcivescovo cattolico italiano (n. 1511)
- 14 ottobre - Stefano Magno, storico italiano (n. 1499)
- 14 ottobre - Girolamo Zane, ammiraglio italiano
- 17 ottobre - Ludovico Beccadelli, arcivescovo cattolico, letterato e scrittore italiano (n. 1501)
- 24 ottobre - Edward Stanley, III conte di Derby, nobile inglese (n. 1509)
- 25 ottobre - Cosimo Bartoli, umanista, scrittore e filologo italiano (n. 1503)

## Novembre(4)
- 16 novembre - Carlo Manfredi Luserna d'Angrogna, militare italiano
- 17 novembre - Johannes Wolf, teologo, biblista e pastore protestante svizzero (n. 1521)
- 23 novembre - Agnolo Bronzino, pittore italiano (n. 1503)
- 24 novembre - John Knox, teologo scozzese (n. 1513)

## Dicembre(5)
- 2 dicembre - Ippolito d'Este, cardinale e arcivescovo cattolico italiano (n. 1509)
- 10 dicembre - Cornelis Musius, presbitero e poeta olandese (n. 1500)
- 22 dicembre - François Clouet, pittore francese (n. 1515)
- 28 dicembre - Ludovico Birago, condottiero italiano (n. 1509)
- 30 dicembre - Galeazzo Alessi, architetto italiano (n. 1512)

## Senza giorno specificato(35)
- Gabriele Adorno, nobile e generale italiano (n. 1499)
- Tommaso Aldobrandini, umanista italiano (n. 1540)
- Mir Sayyid Ali, pittore persiano (n. 1510)
- Violante Bentivoglio, marchesa (n. 1505)
- Lodovico Beretta, architetto italiano (n. 1518)
- Lodovico Birago, condottiero italiano (n. 1509)
- Rafael Bombelli, matematico e ingegnere italiano (n. 1526)
- Giovanni Bona de Boliris, umanista, poeta e scrittore italiano (n. 1520)
- Pietro Bonaventuri, italiano
- Johannes Buteo, matematico francese (n. 1492)
- Juan Cano de Saavedra, esploratore spagnolo
- Danese Cattaneo, poeta, scultore e architetto italiano
- Leonardo Cattaneo Della Volta, doge (n. 1487)
- Filippo Cicala, corsaro e condottiero italiano
- Salīma Ciśtī, indiano (n. 1478)
- Luis Colón de Toledo, navigatore e nobile spagnolo (n. 1522)
- Massimiliano Doria, vescovo cattolico italiano
- Giovanni Antonio Fasolo, pittore italiano (n. 1530)
- Francisco de Moraes Cabral, scrittore portoghese
- Giovanni I della Frisia orientale, conte (n. 1506)
- Antonio Gómez, giurista spagnolo (n. 1501)
- Jinbō Nagamoto, militare giapponese
- Giovanni Francesco Lottini, politico e scrittore italiano (n. 1512)
- Andrea Minucci, arcivescovo cattolico italiano (n. 1512)
- Andrzej Frycz Modrzewski, filosofo, teologo e scrittore polacco (n. 1503)
- Pietro Nelli, poeta italiano (n. 1511)
- Andrea Pasquali, medico italiano (n. 1496)
- Giovanni Sallustio Peruzzi, architetto italiano
- Raja Matanda, sovrano filippino (n. 1480)
- Paolo Sadoleto, vescovo cattolico e umanista italiano (n. 1508)
- Ippolito Salviani, medico, letterato e naturalista italiano (n. 1514)
- Organtino Scaroli, vescovo cattolico italiano
- Giovanni Andrea Vavassore, cartografo e editore italiano (n. 1518)
- Giovanni Andrea dell'Anguillara, poeta e letterato italiano (n. 1517)
- Şah Sultan, principessa ottomana (n. 1500)